# Titu Maiorescu

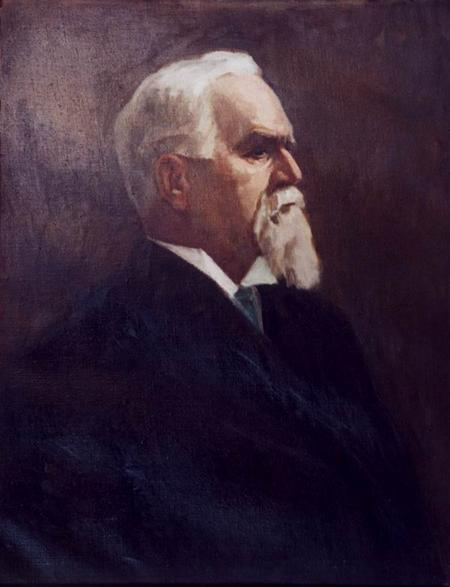
Titu Maiorescu

Titu Liviu Maiorescu (* 15. Februar 1840 in Craiova; † 1. Juli 1917 in Bukarest) war ein rumänischer Rechtsanwalt, Literaturkritiker, Schriftsteller, Philosoph und Politiker, als solcher war er unter anderem rumänischer Ministerpräsident von 1912 bis 1913.

## Ausbildung und universitäre Karriere
Einen Teil seiner Ausbildung erhielt Maiorescu am Akademischen Gymnasium in Wien. Er studierte Jura in Wien und Berlin sowie Philosophie in Gießen und Paris. 1860 erhielt er von der Universität Sorbonne das Lizentiat in Literatur und Philosophie, nachdem er 1859 an der Ludwigs-Universität Gießen mit einer Arbeit über die Philosophie Herbarts mit magna cum laude promoviert hatte. Im folgenden Jahr erschien in Berlin sein philosophisches Werk Einiges Philosophisches in gemeinverständlicher Form. 1872 wurde er Professor für Philosophie in Iași, 1884 in Bukarest.

## Schriftstellerische Tätigkeit
Maiorescu war Mitbegründer des Kulturkreises Junimea und der Zeitschrift Convorbiri literare. Er hatte gegen Ende des 19. Jahrhunderts erheblichen Einfluss auf das Geistesleben Rumäniens.  Seine literarischen Werke und kritischen Analysen, wie O cercetare critică asupra poeziei române (1867) und In contra direcţiei de astăzi în cultura română (1868), sind bis heute von Bedeutung. Er förderte die rumänische Literatur und gilt als Begründer der rumänischen Literaturkritik. Zusätzlich zu seinen literarischen und philosophischen Schriften verfasste er ein Logiktraktat (Logica, 1876) und historische Werke wie Istoria contemporană a României 1860–1900. Auch die rumänische Orthographie wurde von ihm reformiert.

## Politische Laufbahn
Maiorescu war dreimal Erziehungs- und Kultusminister (1874–1876, 1888–1889 und 1890–1891). Während seiner ersten Amtszeit setzte er sich für eine Bildungsreform ein, die die Gründung eines Realgymnasiums und eines Polytechnikums vorsah. Maiorescu war Justizminister (1900–1901), Außenminister (1911–1912) und Premierminister (1912–1914). Als führende Persönlichkeit der konservativen Partei plädierte er für Neutralitätspolitik mit einer gewissen Annäherung an die Mittelmächte. Er führte sein Land in den für Rumänien siegreichen Zweiten Balkankrieg. Maiorescu war Mitglied der Rumänischen Akademie.

## Erinnerungskultur
Nach Maiorescu wurde das Rumänische Kulturinstitut in Berlin sowie die Universität Titu Maiorescu in Bukarest benannt.

## Werke
- O cercetare critică asupra poeziei române (1867)
- În contra direcției de astăzi în cultura română (1868)
- Direcția nouă în poezia și proza română (1872)
- Critice (1874)
- Comediile domnului Caragiale (1885)
- Eminescu și poeziile sale (1889)
- Istoria contimporană a României (1890)
- Povestirile lui Sadoveanu (1906)
- Poeziile lui Octavian Goga (1906)
- Retori, oratori, limbuți
- Beția de cuvinte